# 프로토타입 약물
프로토타입 약물(영어: prototype drug)은 약리학 및 약학에서 유사한 화학 구조, 작용 메커니즘, 작용 방식을 갖는 약물 부류인 약물 종류를 나타내는 개별 약물이다. 원형 약물(原型藥物)이라고도 한다. 프로토타입은 가장 중요하며 일반적으로 약물 종류 내에서 처음으로 개발된 약물이며 다른 모든 약물을 비교하는 기준으로 사용된다.

## 예
- 모르핀은 오피오이드 진통제의 프로토타입이다.[1][3]
- 프로프라놀롤은 베타 차단제의 프로토타입이다.[4][5]
- 클로르프로마진은 페노티아진 항정신병제이다.[6][7]
- 이미프라민은 삼환계 항우울제의 프로토타입이며, 그 자체는 클로르프로마진의 유도체이다.[6][8]
- 디아제팜은 벤조디아제핀의 프로토타입이다.[2][9]
- 디펜히드라민(베나드릴)은 에탄올아민 항히스타민제의 프로토타입이다.[10]
- 니페디핀은 다이하이드로피리딘 칼슘 통로 차단제의 프로토타입이다.[11]
- 클로로퀸은 항말라리아제의 프로토타입이다. is the prototypical antimalarial agent[12]
- 아시클로버는 바이러스의 티미딘 키네이스에 의해 활성화되는 항바이러스제의 프로토타입이다.[13]
- 아스피린은 비스테로이드성 항염증제(NSAID)의 프로토타입이다.[14]

## 같이 보기
- 약물
- 약학